# Crotalaria holosericea
Crotalaria holosericea là một loài thực vật có hoa trong họ Đậu. Loài này được Nees & Mart. miêu tả khoa học đầu tiên.